# Скінченний топологічний простір
Скінче́нний топологі́чний про́стір — топологічний простір, у якому існує лише скінченна кількість точок.
Попри те, що топологія переважно розглядає нескінченні простори, скінченні топологічні простори часто використовують як приклади та контрприклади. Вільям Терстон назвав скінченні топологічні простори «дивакуватою темою, що веде до розуміння багатьох питань».

## Способи задання топології
Топологію на скінченній множині можна визначити за допомогою часткового порядку
{\displaystyle x\leq y\iff x\in {\overline {\{y\}}}},
де {\displaystyle {\overline {S}}} позначає замикання множини {\displaystyle S}.
І навпаки, за будь-яким частковим порядком на скінченній множині можна побудувати єдину топологію, що визначається цією властивістю.
Для визначення часткового порядку зручно використовувати орієнтований граф, де вершини — це точки простору, а існування висхідного шляху з {\displaystyle x} в {\displaystyle y} відповідає відношенню {\displaystyle x\leq y}.

## Приклади
- Зв'язна двоточка.
- Псевдоколо — чотириточковий простір, задаваний частковим порядком
{\displaystyle a\leq b,c\leq b,c\leq d,a\leq d}.
  - Слабко гомотопічно еквівалентне колу.
    - Зокрема, його фундаментальна група ізоморфна {\displaystyle \mathbb {Z} }.

## Властивості
- Особливою властивістю топологічних просторів є те, що замкнуті множини також визначають топологію. Цю нову топологію можна отримати оберненням часткового порядку, або, що те саме, оберненням орієнтації всіх ребер відповідного графа.
- Кожен скінченний топологічний простір є компактним.
- Скінченний {\displaystyle T_{1}}-простір {\displaystyle T_{1}} дискретний.
  - Зокрема, будь-який скінченний гаусдорфів простір дискретний.
- Будь-який зв'язний скінченний топологічний простір лінійно зв'язний .
- Для будь-якого скінченного абстрактного симпліційного комплексу існує слабко гомотопічно еквівалентний йому скінченний топологічний простір[2].
  - Зворотне також істинне: для будь-якого скінченного топологічного простору існує слабко гомотопічно еквівалентний йому скінченний симпліційний комплекс.
- У таблиці нижче перелічено кількість різних топологій на множині {\displaystyle C} з {\displaystyle n} елементів. Також наведено кількість нееквівалентних (тобто негомеоморфних) топологій. Для розрахунку цих чисел немає простої формули; в енциклопедії послідовностей цілих чисел нині переліки доходять до {\displaystyle n=18}.

| Н    | Різних топологій | Різних Т0-топологій | Нееквівалентним топологій | Нееквівалентних Т0-топологій |
| ---- | ---------------- | ------------------- | ------------------------- | ---------------------------- |
| 0    | 1                | 1                   | 1                         | 1                            |
| 1    | 1                | 1                   | 1                         | 1                            |
| 2    | 4                | 3                   | 3                         | 2                            |
| 3    | 29               | 19                  | 9                         | 5                            |
| 4    | 355              | 219                 | 33                        | 16                           |
| 5    | 6942             | 4231                | 139                       | 63                           |
| 6    | 209527           | 130023              | 718                       | 318                          |
| 7    | 9535241          | 6129859             | 4535                      | 2045                         |
| 8    | 642779354        | 431723379           | 35979                     | 16999                        |
| 9    | 63260289423      | 44511042511         | 363083                    | 183231                       |
| 10   | 8977053873043    | 6611065248783       | 4717687                   | 2567284                      |
| ОЕІС | A000798          | A001035             | A001930                   | A000112                      |

- Число {\displaystyle T_{0}(n)} всіх {\displaystyle T_{0}}-топологій на множині з {\displaystyle n} точок і число {\displaystyle T_{0}(n)} усіх топологій пов'язує формула
{\displaystyle T(n)=\sum _{k=0}^{n}S(n,k)\,T_{0}(k)}

де {\displaystyle S(n,k)} — число Стірлінга другого роду.